# Görisried
Görisried ist eine Gemeinde im schwäbischen Landkreis Ostallgäu. Sie ist Mitglied der Verwaltungsgemeinschaft Unterthingau.

## Geografie
Die Gemeinde liegt in der Planungsregion Allgäu zwischen dem Kempter Wald im Westen und dem Tal der Wertach im Osten. Sie befindet sich in einer Höhenlage zwischen 769 (Wertach) und 940 m ü. NHN (Klotzerbichl).
Es gibt 11 Gemeindeteile (in Klammern ist der Siedlungstyp angegeben):
- Buchwald (Einöde)
- Durber (Weiler)
- Görisried (Pfarrdorf)
- Gunzenreute (Einöde)
- Hasenmahd (Dorf)
- Imnath (Weiler)
- Ochsenhof (Einöde)
- Stadels (Weiler)
- Vordersteig (Dorf)
- Wildberg (Dorf)
- Wildbergerhof (Einöde)

Auf dem Gemeindegebiet befand sich Röhrenhalde, das mittlerweile zur Wüstung geworden ist.
Es gibt nur die Gemarkung Görisried.

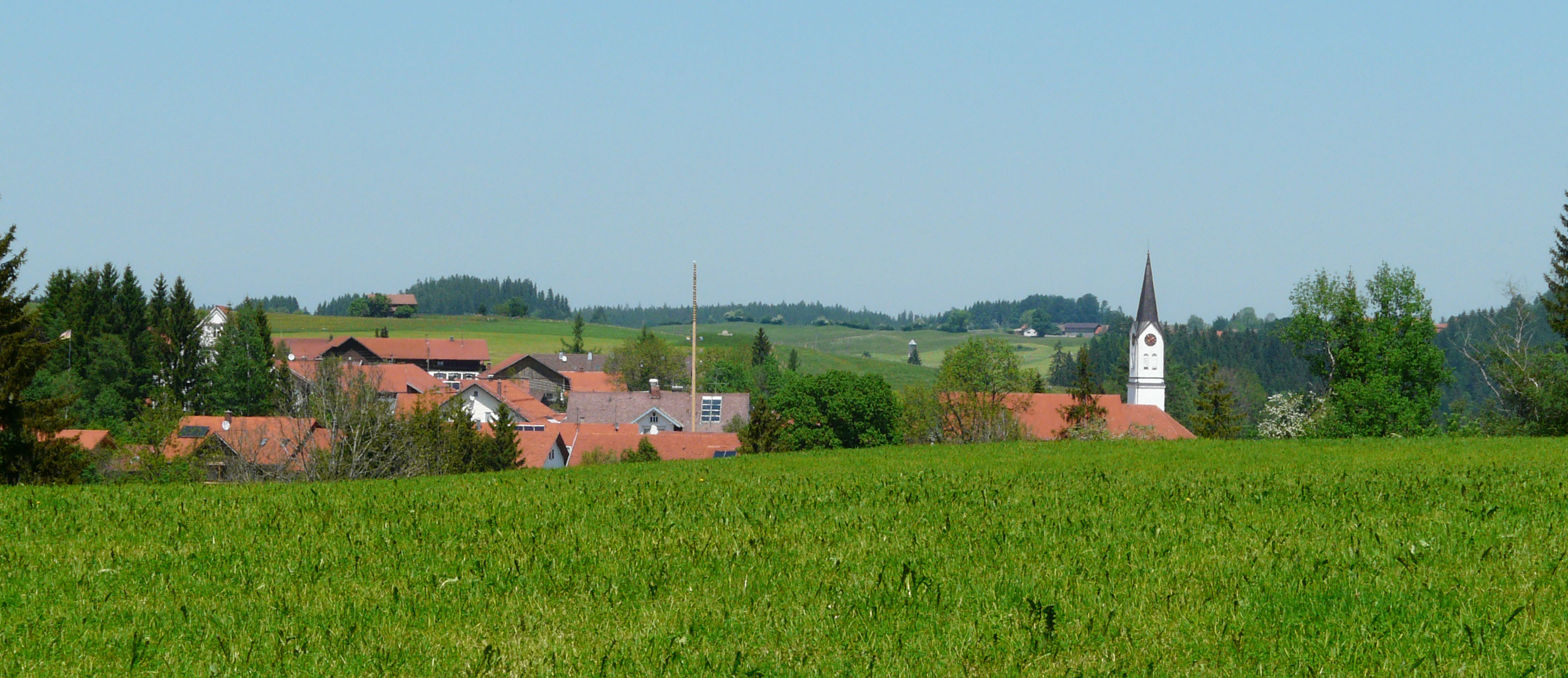
Görisried von Südwesten

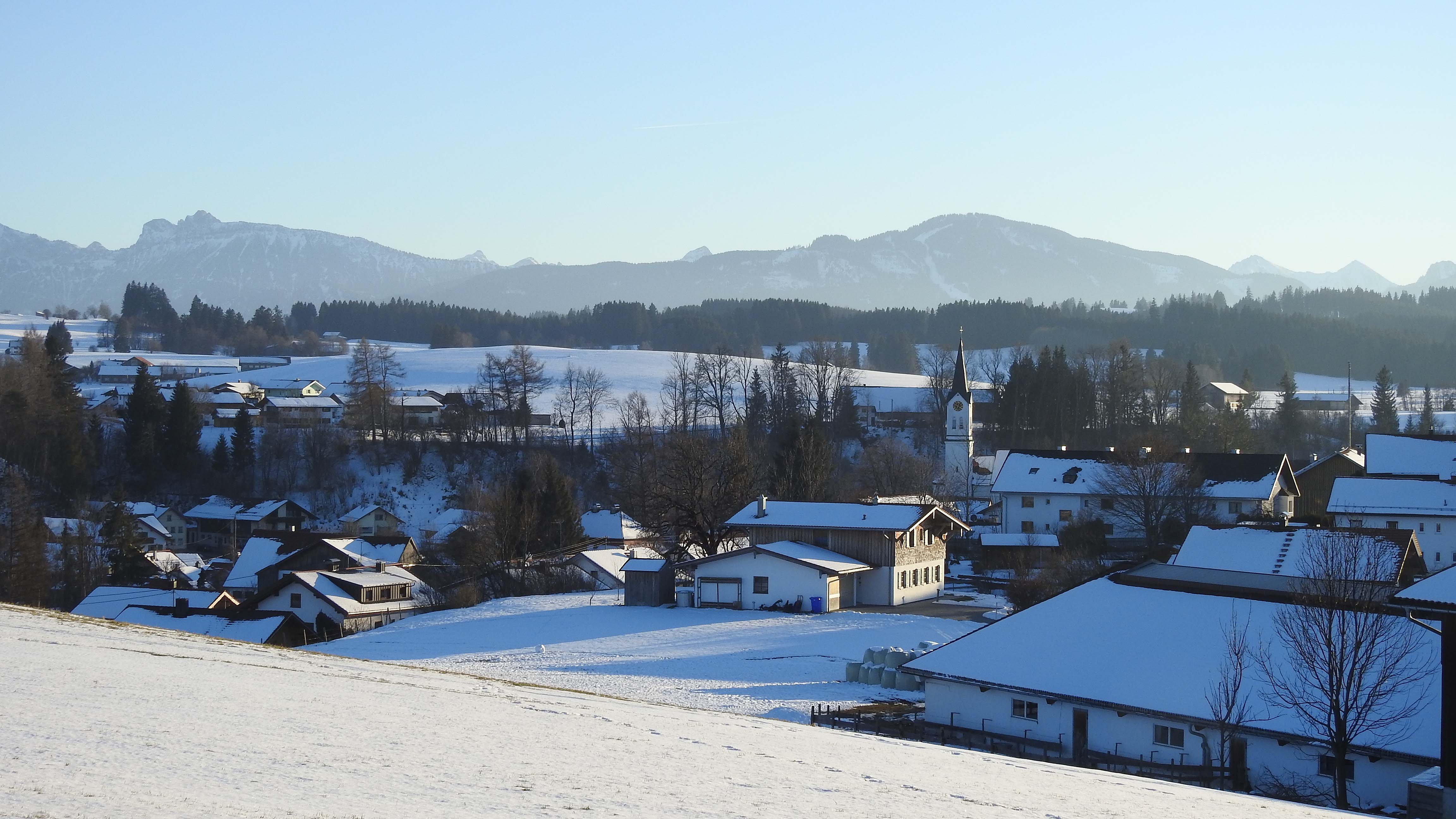
Görisried von Norden

## Geschichte

### Bis zur Gemeindegründung
Die Geschichte Görisrieds beginnt vermutlich mit der früh- und hochmittelalterlichen planmäßigen Rodungsarbeit im fränkischen Gau Keltenstein (800–1300). An ihr waren das Fürststift Kempten, das Hochstift Augsburg, das Kloster St. Mang zu Füssen und die Herrschaft Kemnath beteiligt.
In den Urkunden wird Görisried erstmals im 12. Jahrhundert bei einem Rechtsstreit am Rothwasser bei Wildberg erwähnt. Die ersten Familiennamen erscheinen in Urkunden von 1377.
Noch bis 1803 waren die Görisrieder Familien drei verschiedenen Pflegämtern zugeordnet: Oberdorf (Hochstift Augsburg), Nesselwang (St. Mang) und Unterthingau (Stift Kempten).
Seit dem Reichsdeputationshauptschluss von 1803 gehört der Ort zu Bayern. Im Zuge der Verwaltungsreformen im Königreich Bayern entstand mit dem Gemeindeedikt von 1818 die heutige Gemeinde.

### Einwohnerentwicklung
| Jahr | Einwohner |
| ---- | --------- |
| 1840 | 720       |
| 1900 | 756       |
| 1939 | 782       |
| 1950 | 1177      |
| 1961 | 895       |
| 1970 | 873       |
| 1987 | 1011      |
| 1995 | 1409      |
| 2000 | 1202      |
| 2005 | 1266      |

| Jahr | Einwohner |
| ---- | --------- |
| 2010 | 1273      |
| 2012 | 1299      |
| 2015 | 1340      |
| 2017 | 1318      |
| 2019 | 1316      |
| 2020 | 1335      |

Quelle: BayLSt
Görisried wuchs von 1988 bis 2008 um 230 Einwohner bzw. ca. 22 %. Zwischen 1988 und 2018 wuchs die Gemeinde von 1044 auf 1329 um 285 Einwohner bzw. um 27,3 %.

## Politik

### Bürgermeister und Gemeinderat
Erster Bürgermeister ist Stephan Bea (Allgemeine Wählerschaft Görisried).
Der Gemeinderat von Görisried besteht aus 12 Mitgliedern, die seit der Kommunalwahl 2020 alle der Allgemeinen Wählerschaft Görisried angehören. Neben der Wählergruppe kandidierte ebenfalls ein Einzelbewerber, der allerdings aufgrund des zu geringen Stimmenanteils von 0,3 Prozent keinen Sitz erhielt.

### Wappen
| Wappen von Görisried | Blasonierung: „Gespalten; vorne in Gold ein schwarzer Steinbock, hinten gespalten von Rot und Silber mit einer schräg links gestellten Rodungshaue in verwechselten Farben.“ |
| Wappen von Görisried | Wappenbegründung: Görisried ist eine Rodungssiedlung. Darauf weist die Rodungshaue im Gemeindewappen hin. Das Fürststift Kempten und das Hochstift Augsburg teilten sich die Landeshoheit sowie das Niedergericht. Das Hochgericht lag beim Fürststift Kempten. An die beiden ehemaligen Landesherren erinnern das hochstiftische Wappen – gespalten von Rot und Silber – sowie das Wappen des Kemptener Abtes Rupert Bodman (1678 bis 1728). Er führte in seinem Wappen in Gold einen schwarzen Bock. Sein Wappen ist in der Kirche von Stadels, einem Ort im Gemeindegebiet, zu sehen. Dieses Wappen wird seit 1975 geführt. |

## Kultur und Sehenswürdigkeiten

### Landesauszeichnung des Dorfes in Gold
Im Jahr 1998 erhielt Görisried die Silbermedaille beim Bundeswettbewerb Unser Dorf hat Zukunft und Gold im Landeswettbewerb. Ein gut ausgebautes Netz an Rad- und Wanderwegen macht Görisried zu einem Ziel für Naturfreunde.

### Go to GÖ
Mit go to GÖ findet jedes Jahr ein Rockfestival statt. Geboten werden überregional bekannte Cover-Bands sowie Live-Bands. Darunter befanden sich unter anderem Die Atzen, Mickie Krause, Sunrise Avenue, Doro Pesch, The Sweet, Revolverheld, Die Happy, Bananafishbones und J.B.O.

### VerpackereiGö und ArtGö
Seit 2010 gibt es in Görisried die VerpackereiGö, ein Kunstraum, der aus einer privaten Initiative entstanden ist. Im Jahr 2022 fand dort die erste ArtGö statt, eine Kunstmesse mit Beteiligung internationaler Künstler. Die Verpackerei geht auf eine Initiative von Michaela und Bruno Wank zurück, die im Jahr 2023 auch mit dem Kulturpreis Bayern ausgezeichnet wurden.

### Katholische Pfarrkirche St. Oswald

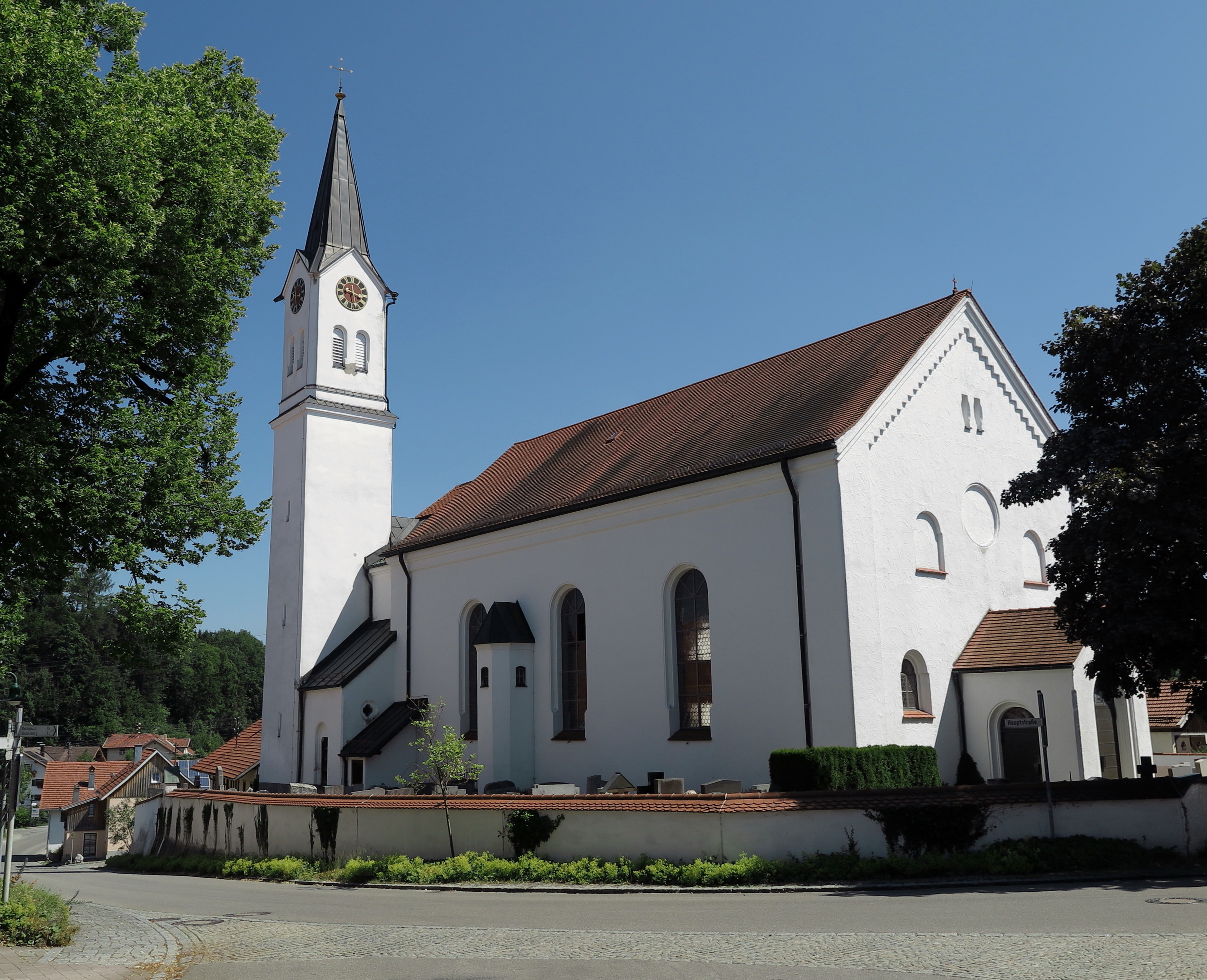
Pfarrkirche Görisried

Görisried gehörte mit den Filialen Wildberg und Stadels bis zum ausgehenden Mittelalter zur Pfarrei Oberthingau, von der es am 5. November 1497 als selbständige Pfarrei getrennt wurde. Ein Neubau von 1631 unter Maurermeister Matthäus Mayr und Zimmermeister Baltus Kienzle erhielt 1679 einen neuen Turm und wurde um 1720 umgestaltet. Die nach dem Großbrand vom 6. September 1823 mit 36 Häusern des Ortes zerstörte Kirche wurde 1825/26 unter teilweiser Verwendung der alten Mauern wieder aufgebaut und 1830 geweiht, war jedoch nach 20 Jahren so baufällig, dass 1840/49 ein noch heute im Wesentlichen erhaltener Neubau in neugotischen Formen errichtet werden musste. Es erfolgte eine weitere Restaurierung 1947/49 mit Entfernung der neugotischen Elemente und schließlich eine völlige Modernisierung von Kirche und umgebenden Friedhof Ende der 1980er Jahre unter Pfarrer Erwin Ruchte.
Das Gestühl stammt noch aus der Zeit des Wiederaufbaus 1825/26. Erhalten ist auch noch das ehemalige Hochaltarbild von 1850, zu Füssen Christi kniend der Patron der Kirche von Görisried, St. Oswald, und die Patrone der Filialkapellen, die Heiligen Ursula, Petrus von Alcatara und Sebastian. Ebenfalls erhalten ist die Holzfigur des Hl. Oswald von 1730/40 in neuerer Fassung und klassizistischem Rahmen, mit der Sockelinschrift: ECCLESIAM / REX BAVARIAE RESTAURAVIT EX CINERE, BENEFICII ORNARUNT / A IGNATIUS / EPISCOPUS AUGUSTANUS / CONSECRAVIT. (Historische Quelle: Michael Petzet: Landkreis Marktoberdorf, Bayerische Kunstdenkmale; 23, München: Deutscher Kunstverl., 1966).

### Kapelle St. Ursula

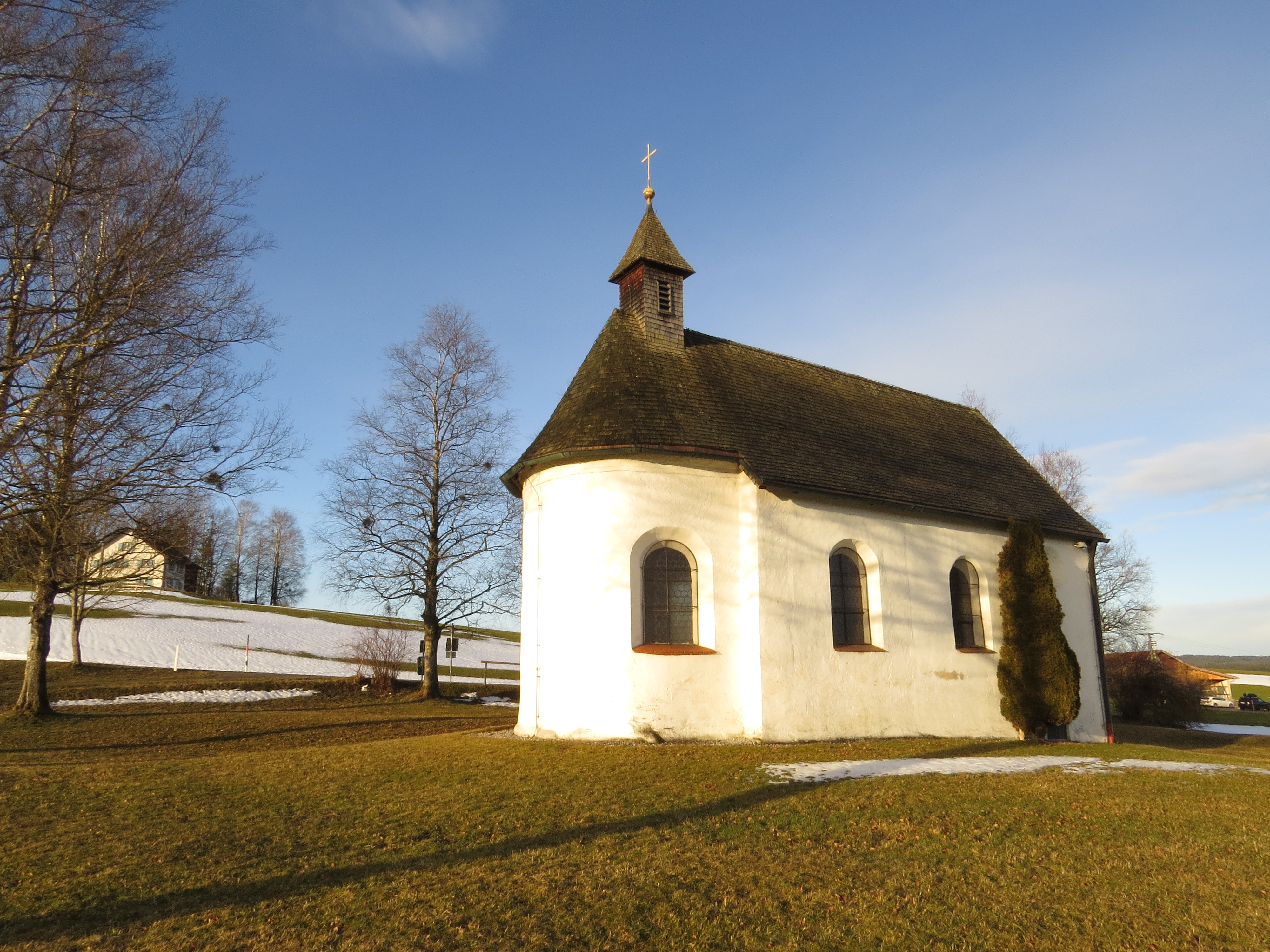
St. Ursula bei Görisried

Die Kapelle St. Ursula befindet sich ca. einen Kilometer südlich der Ortschaft Görisried an der Straße nach Wildberg. Dort wurden 1634/35 die Pesttoten der Gemeinde begraben.
1681 erfolgte der Neubau des Chores und des östlichen Langhausteiles. Aus derselben Zeit stammen auch das Deckengemälde mit Szenen aus der Legende der hl. Ursula und das Gestühl.

### Kapelle St. Petrus von Alcantara in Stadels
Vorgängerin dieser Kapelle war eine um 1675 erbaute Feldkapelle zu Ehren des hl. Petrus von Alcantara. 1725 errichtete die Filialgemeinde Stadels im Ort die jetzige große Kapelle, die sich bald zu einer Wallfahrtsstätte entwickelte.
Die Deckenfresken stammen aus dem Jahr 1776 von dem Kemptener Maler Linus Seif in stuckierten Profilrahmen. Im Chor ist die Stigmatisation des hl. Franziskus zu sehen, im Langhaus in den Hauptdeckenfeldern östlich der hl. Petrus von Alcantara und die hl. Teresia in Wolken. Der Engel und die Ortsansicht von Stadels unten sind völlig neu gemalt. In den sechs kleinen Rundfeldern der Decke und den drei Emporenfeldern finden sich Szenen aus dem Leben des Kirchenpatrons. Am Schlussstein des Chorbogens ist das Wappen des Kemptener Fürstabts Rupert von Bodman (1678–1728) zu sehen.

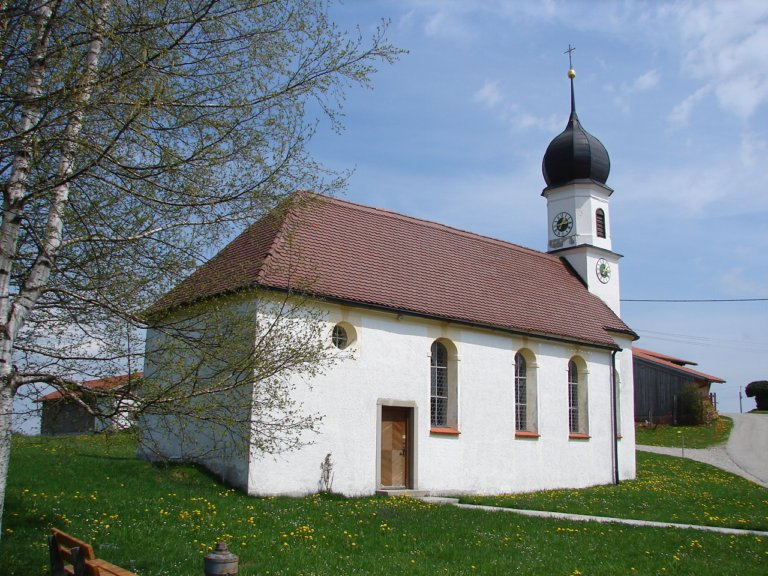
Kapelle St Petrus Alcantara in Stadels
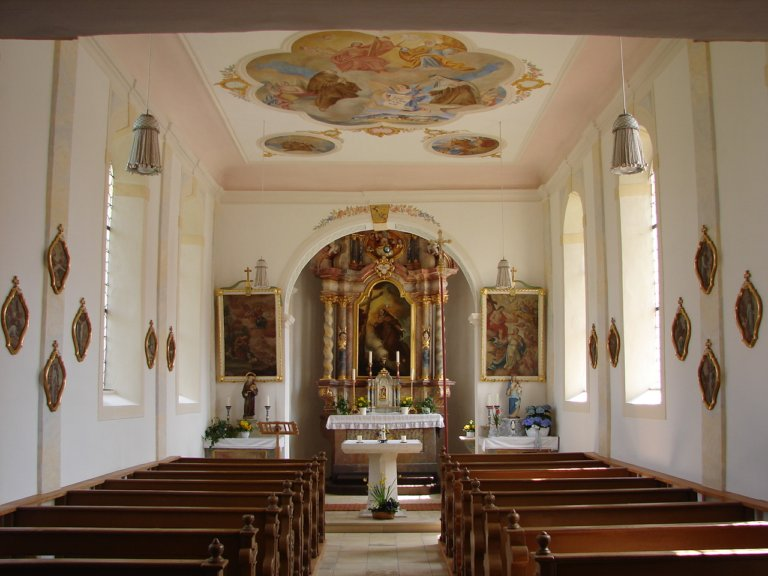
Innenraum der Kirche in Stadels

### Kapelle St. Sebastian in Wildberg

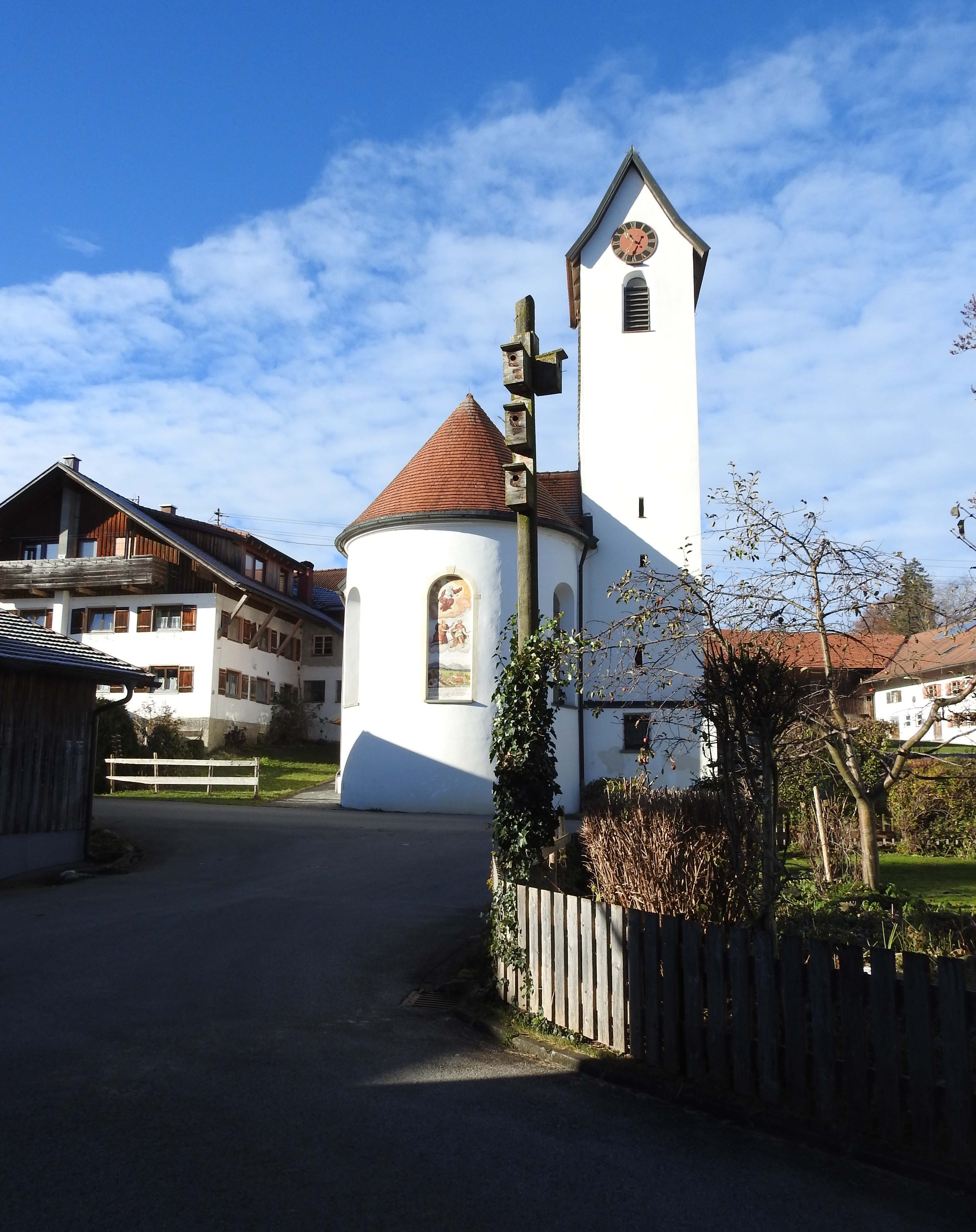
Kapelle St. Sebastian in Wildberg

Nach der Bauinschrift an der Empore wurde eine 1596 verfallene Kapelle 1652 wieder aufgebaut. Die heutige, in ihrer Gesamtanlage an den Umkreis des Füssener Baumeisters Johann Georg Fischer erinnernde Kapelle, geht auf einen Umbau von 1717 (Jahreszahl über dem Chorbogen) zurück.

### Kalvarienberg in Görisried
Im Jahre 1867 begannen die Görisrieder unter Pfarrer Wilhelm Eisele mit dem Bau eines „Kalvarienbergs“. Von den Figuren in der Ölbergkapelle weiß man, dass sie der Architekt Josef Müller in München besorgt hat.

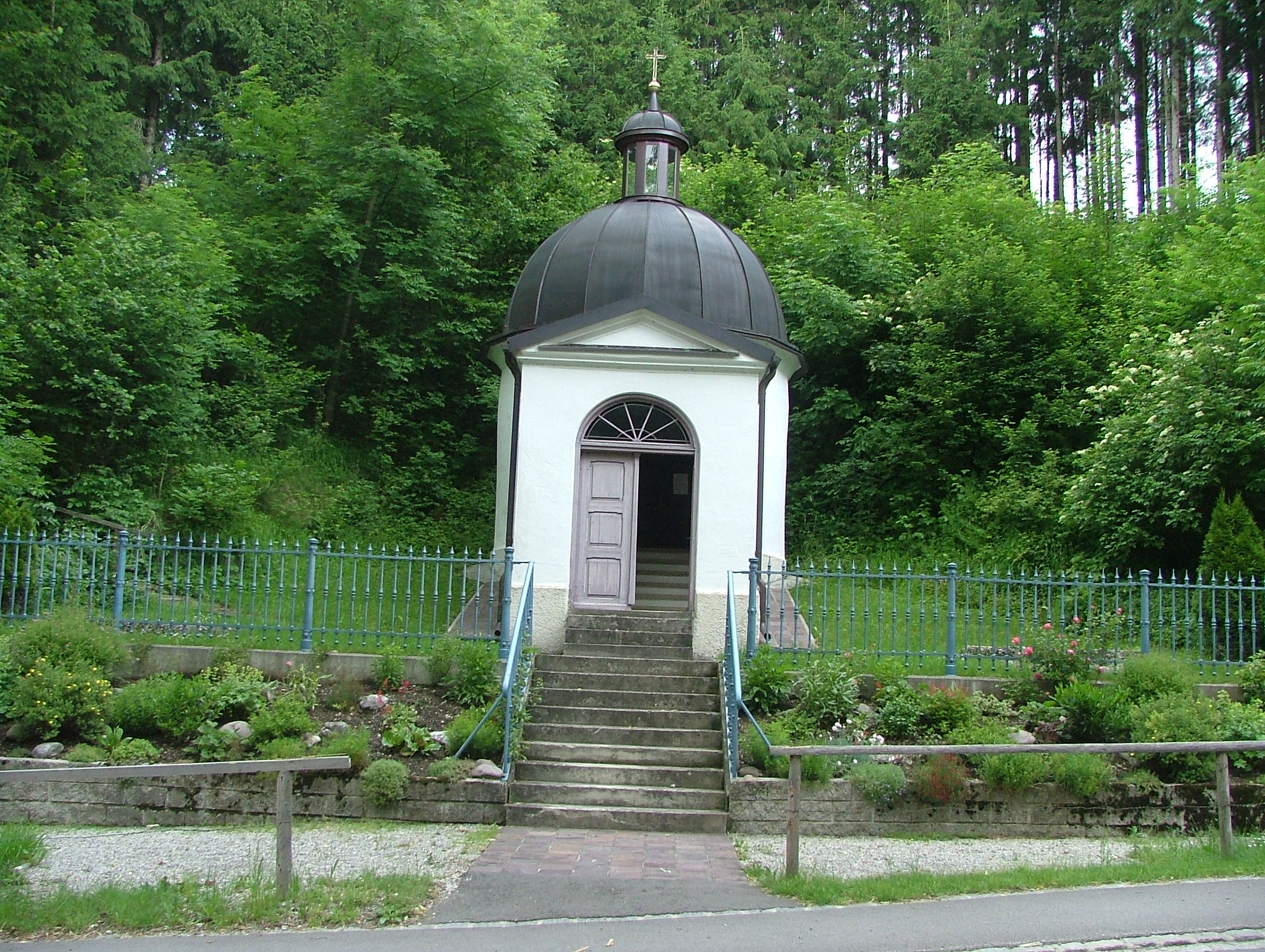
Ölbergkapelle erbaut 1881
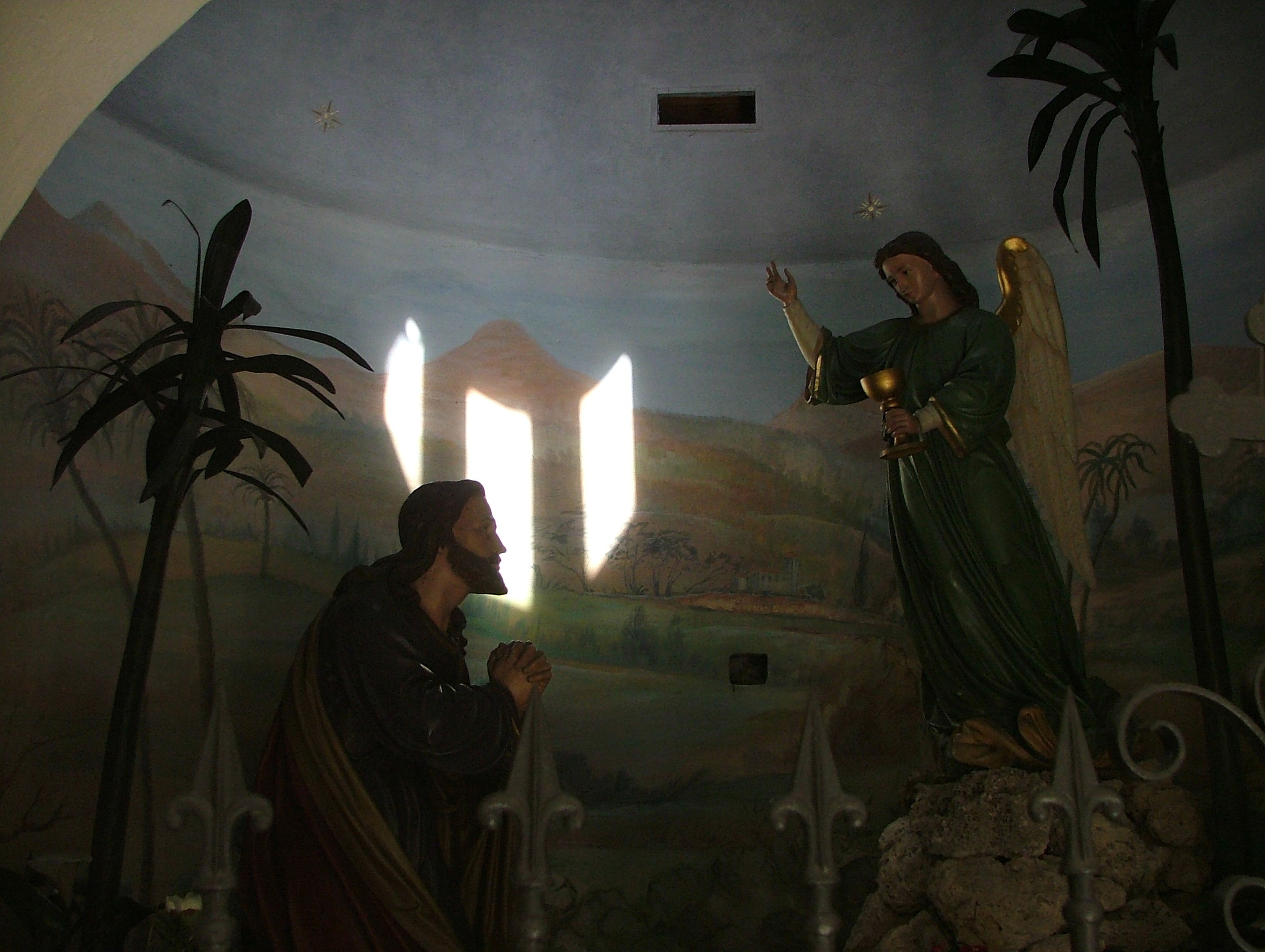
Der Engel reicht Jesus den Kelch
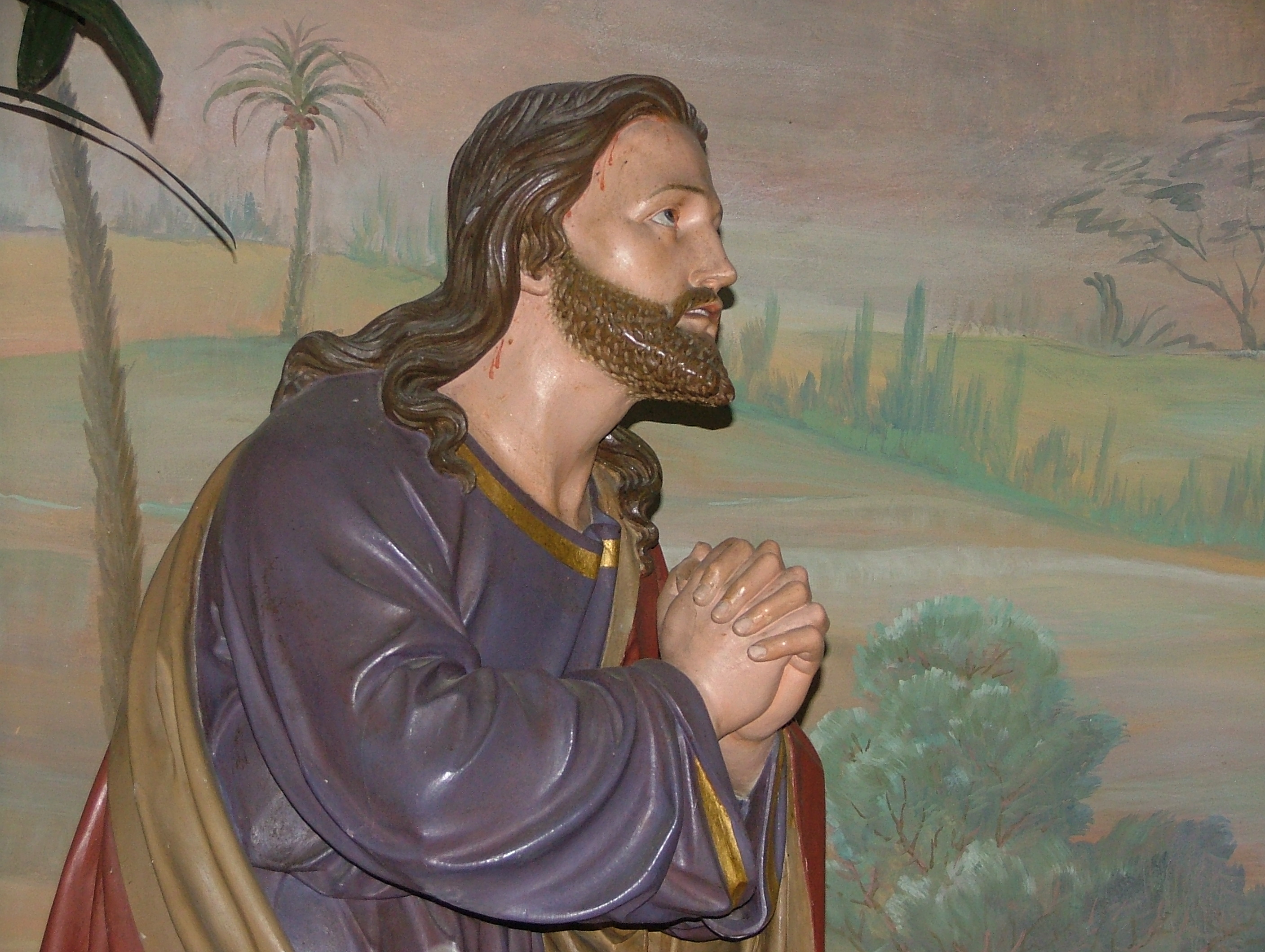
Jesus am Ölberg
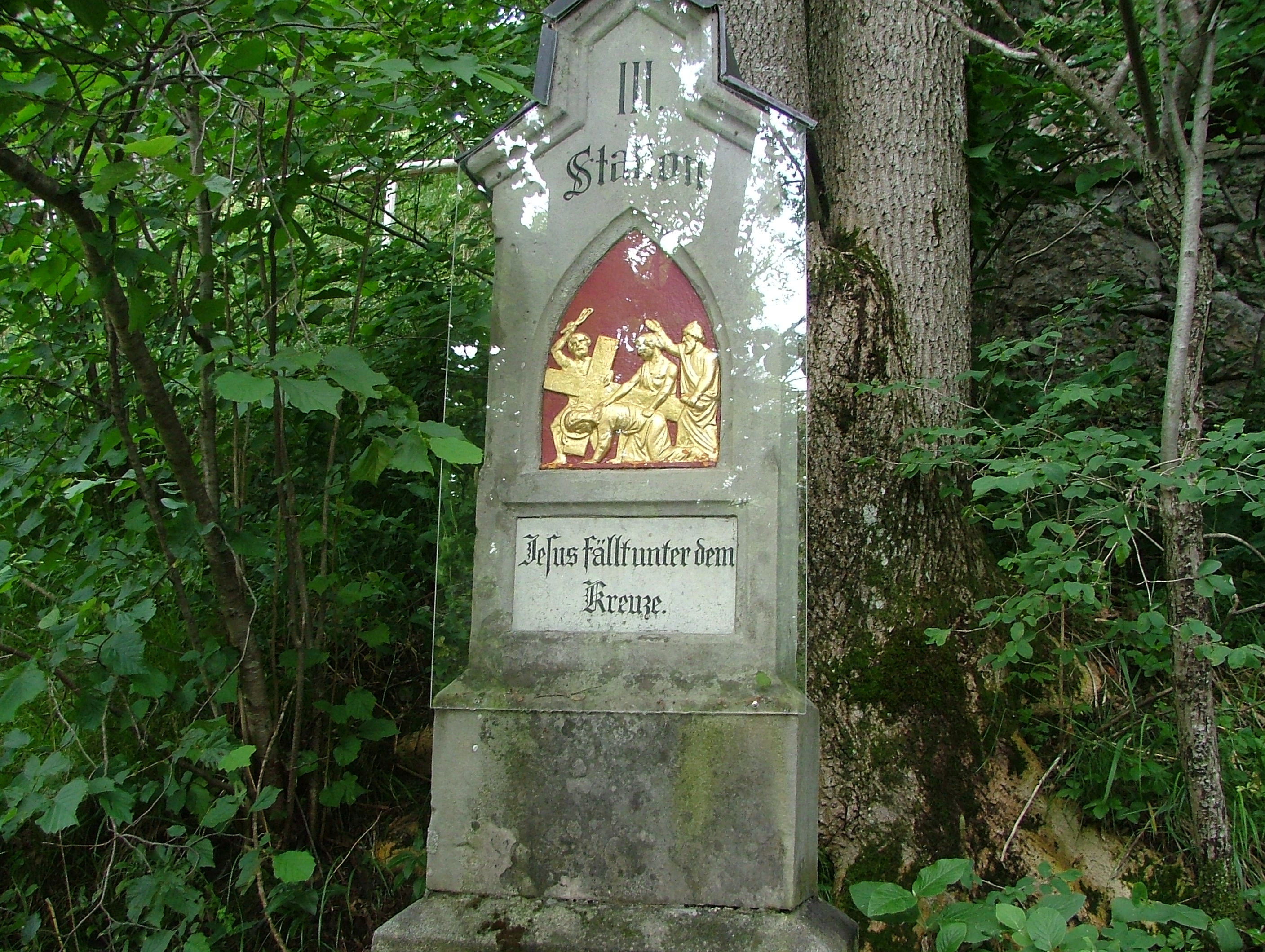
Eine der vierzehn Stationen, erbaut 1868
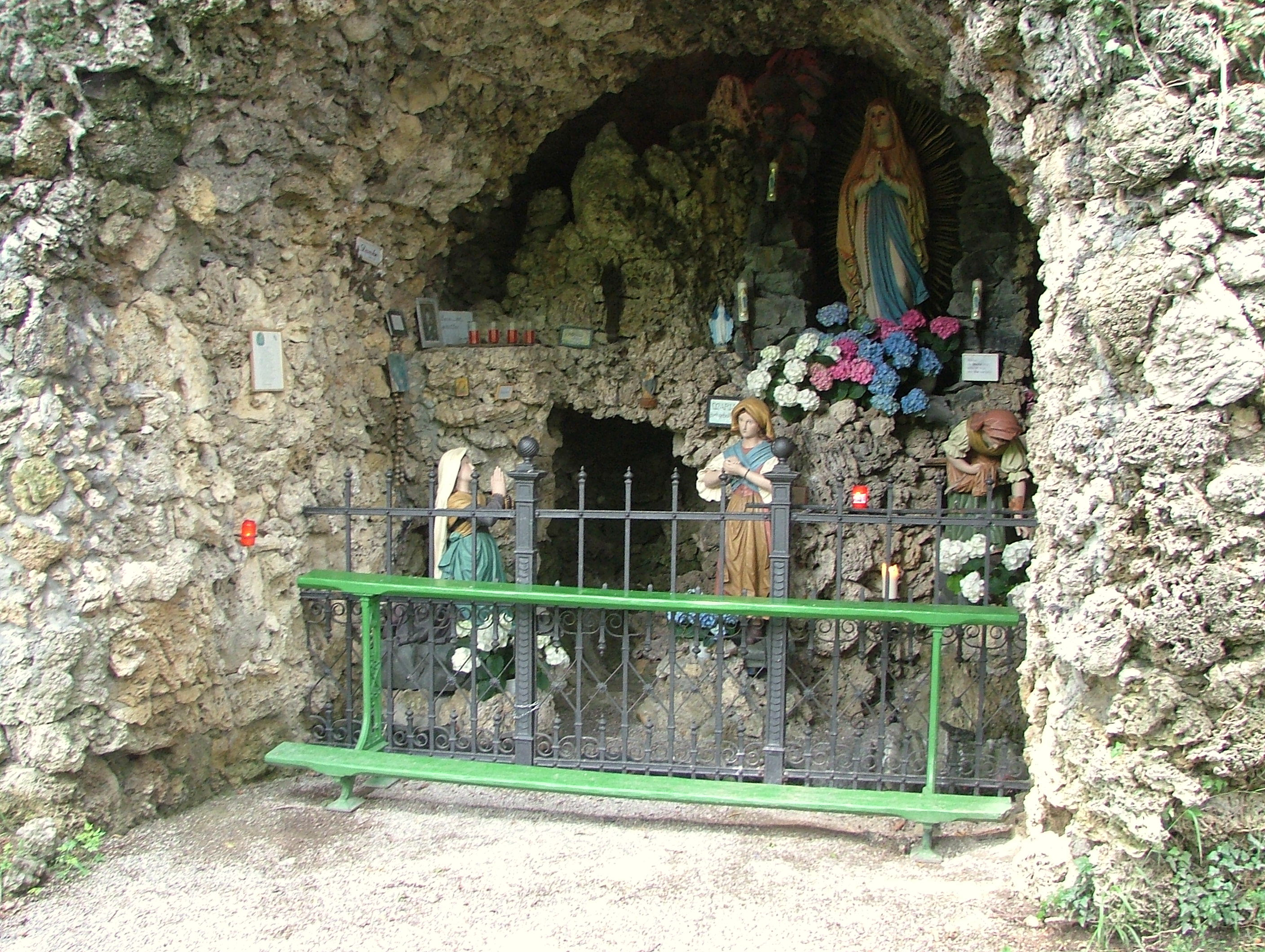
Lourdeskapelle
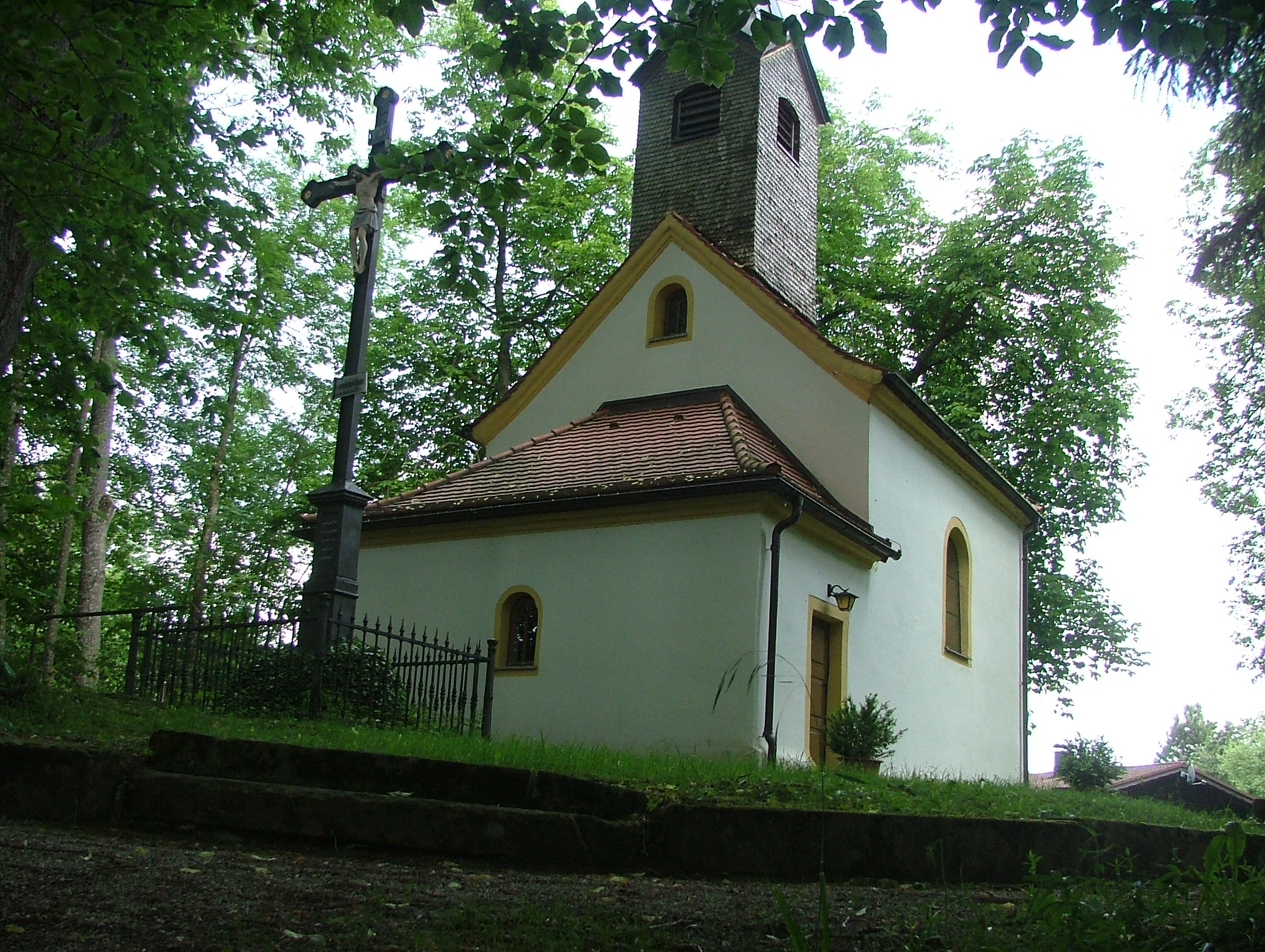
Obere Kapelle erbaut 1874, Kreuz 1888
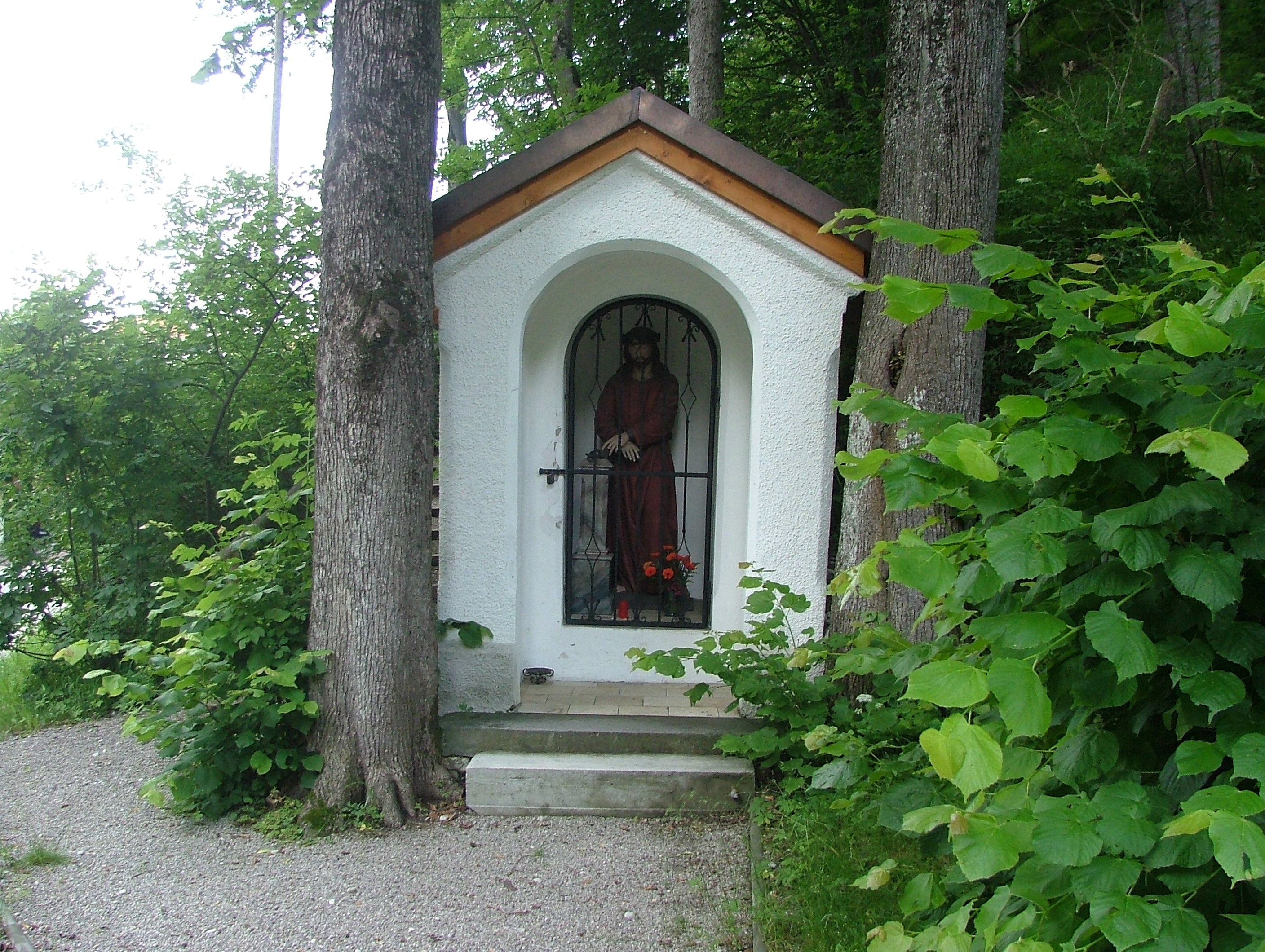
Kerkerkapelle
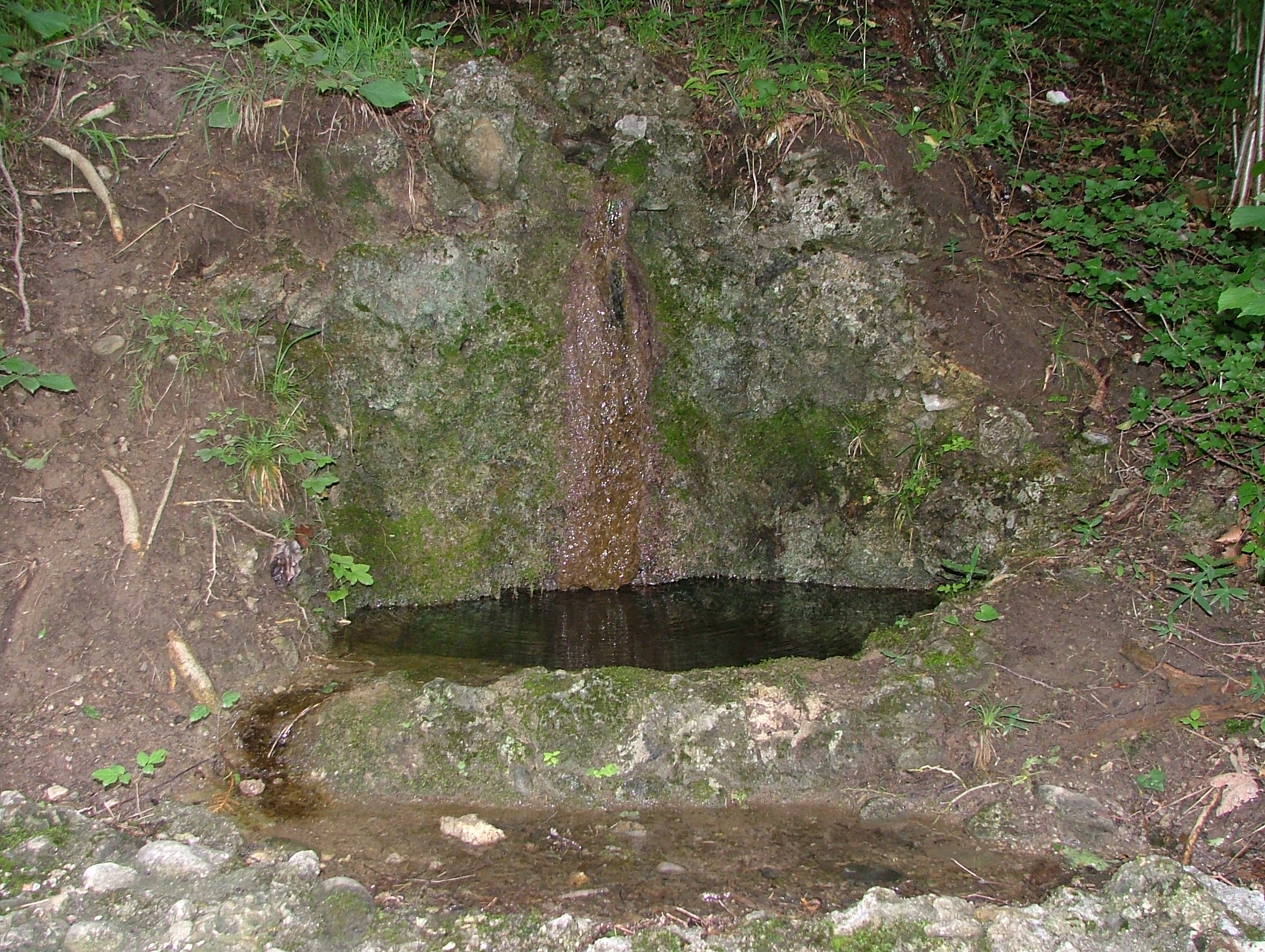
Quelle am Kreuzweg

## Bilder

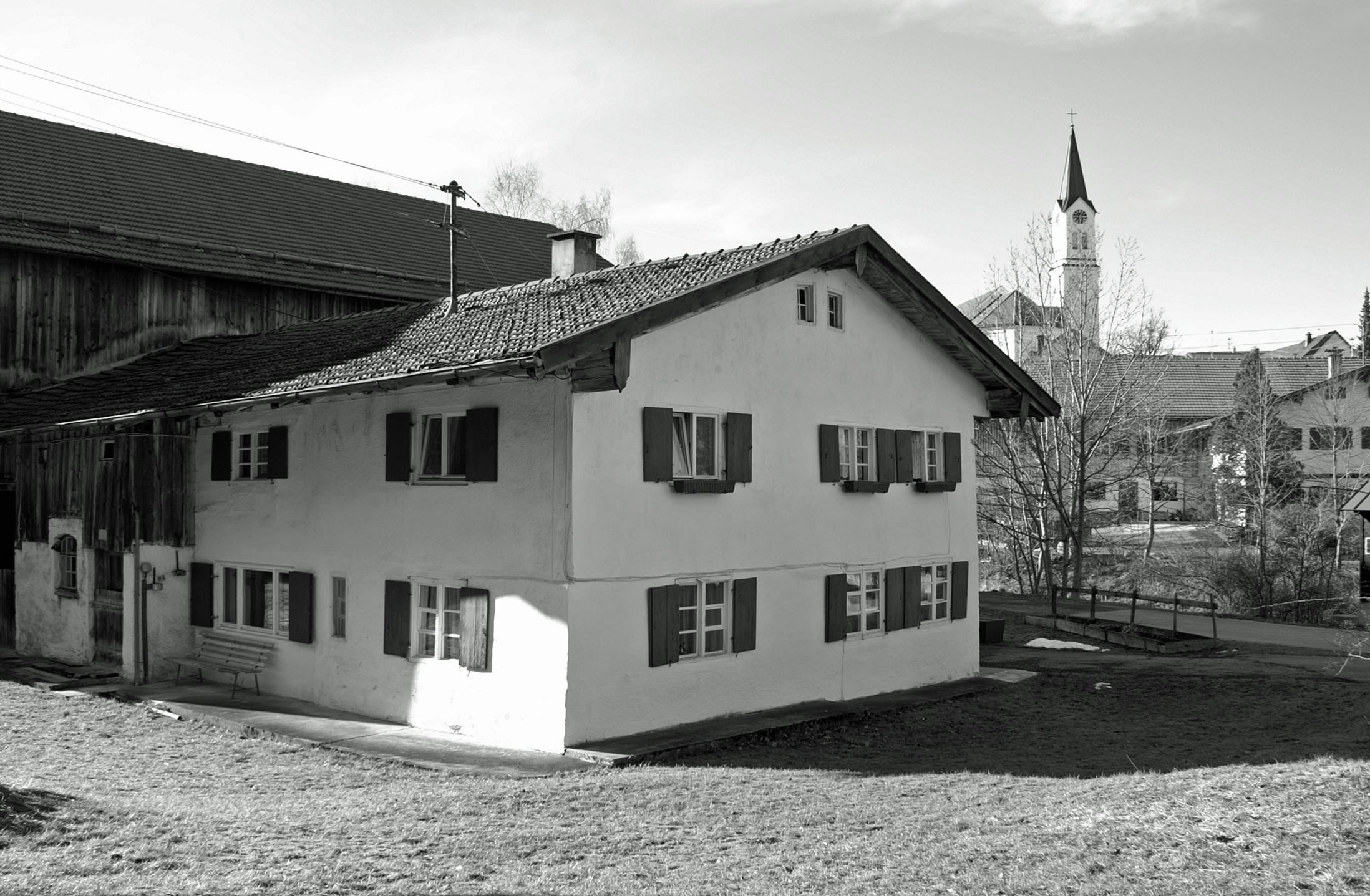
Historisches Görisried
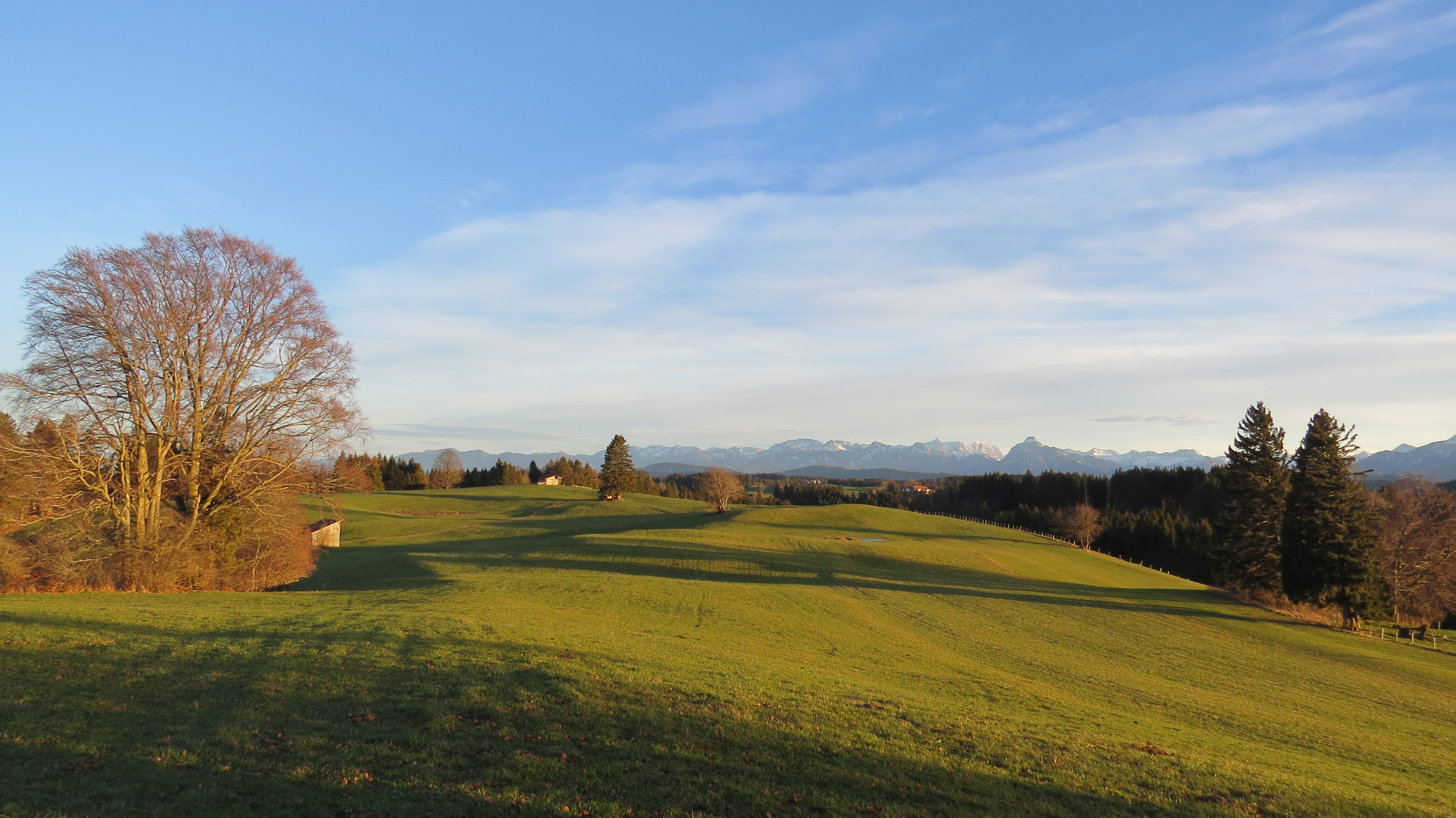
Hohenberg Richtung Ammergebirge
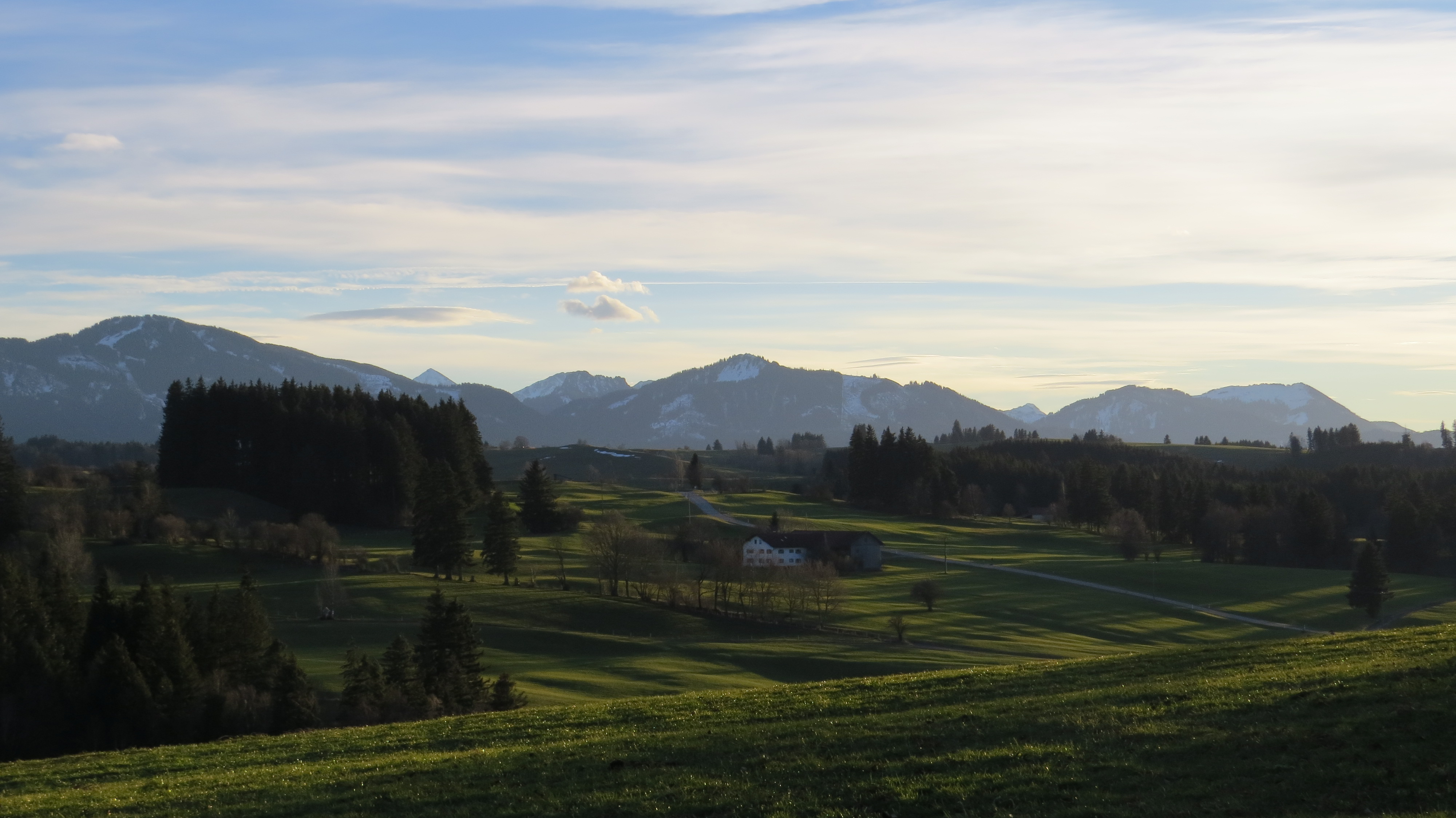
Hohenberg Richtung Süden
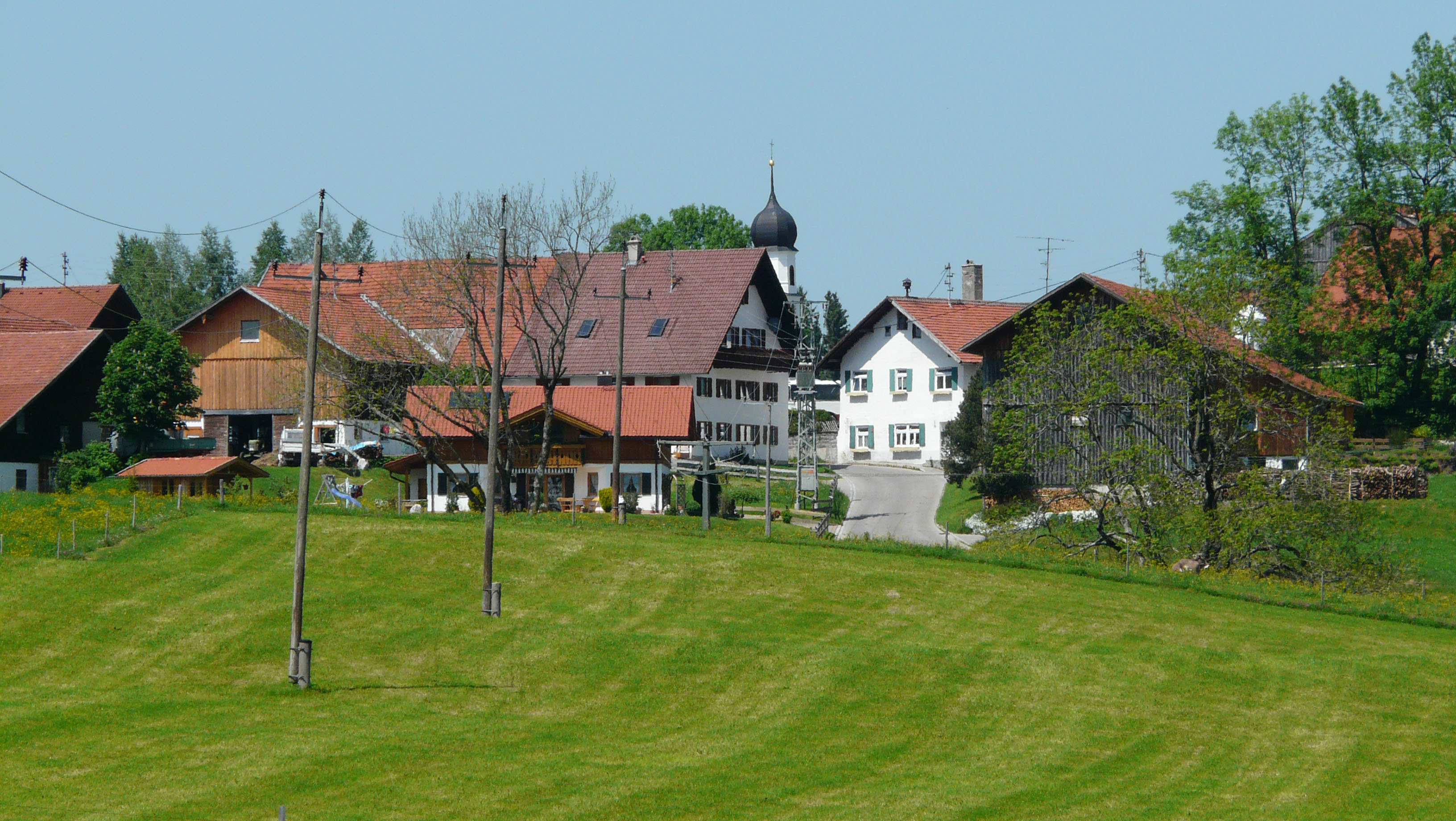
Stadels
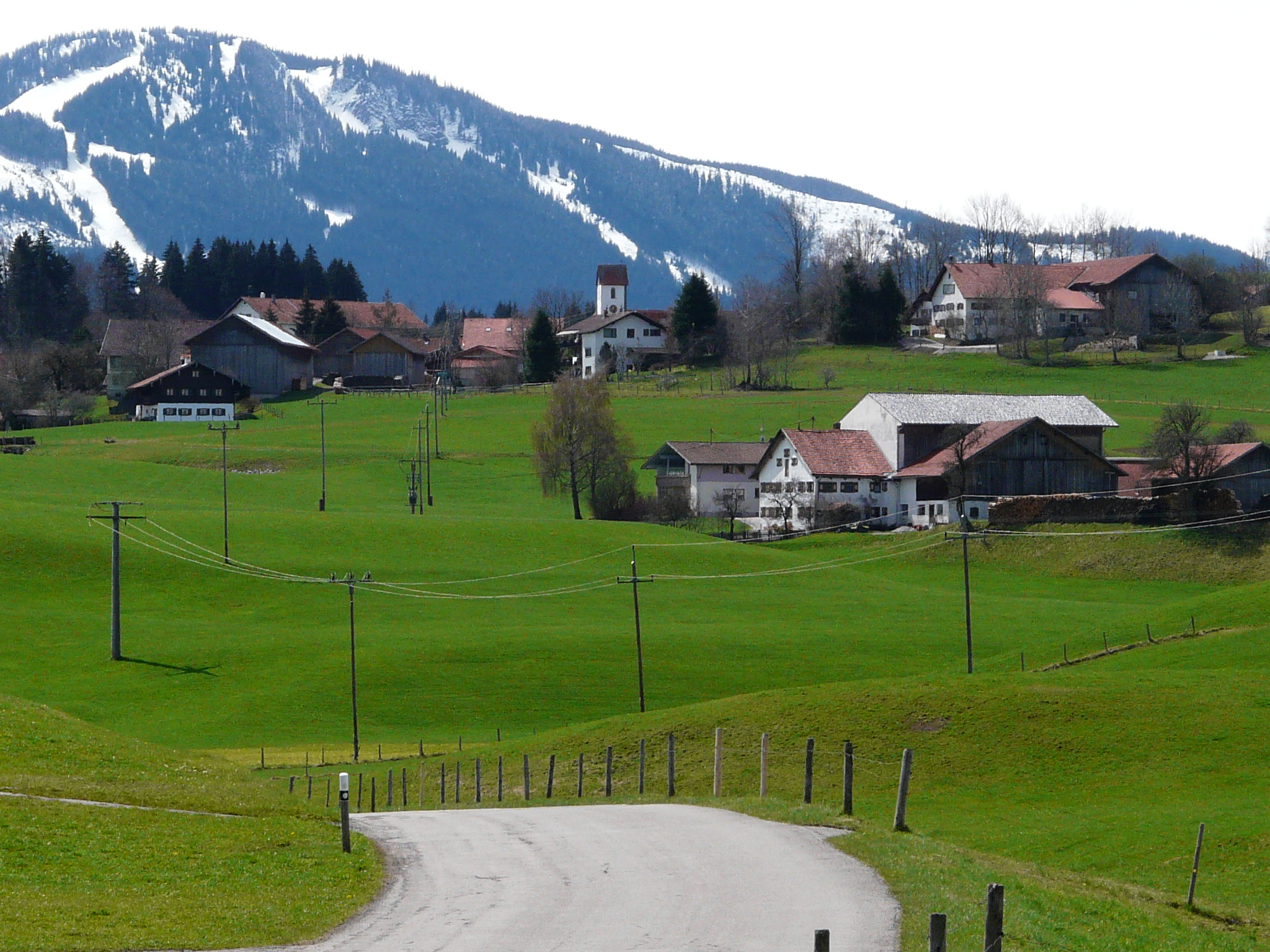
Wildberg

## Wirtschaft und Infrastruktur

### Wirtschaft einschließlich Land- und Forstwirtschaft
Im Jahr 2020 gab es nach der amtlichen Statistik im Bereich der Land- und Forstwirtschaft drei, im produzierenden Gewerbe 214, im Bereich Handel, Verkehr und Gastgewerbe 38 und im Bereich Dienstleistungen 50 sozialversicherungspflichtige Beschäftigte am Arbeitsort. Sozialversicherungspflichtig Beschäftigte am Wohnort gab es 576. Im verarbeitenden Gewerbe gab es einen, im Bauhauptgewerbe drei Betriebe. Zudem bestanden im Jahr 2016 36 landwirtschaftliche Betriebe mit einer landwirtschaftlich genutzten Fläche von 1316 ha. Davon waren 1316 ha Dauergrünfläche.
Im Jahr 1997 wurde Görisried zu einem der schönsten Dörfer Schwabens gewählt.

### Bildung
2021 gab es folgende Einrichtungen:
- eine Kindertagesstätte: 65 genehmigte Plätze, 61 betreute Kinder

### Wasserversorgung
Eine Quelle im Waldbachtal südwestlich des Hauptortes versorgt die Gemeinde. Das Wasserschutzgebiet umfasst ca. 54 ha.